# شلی کیگن

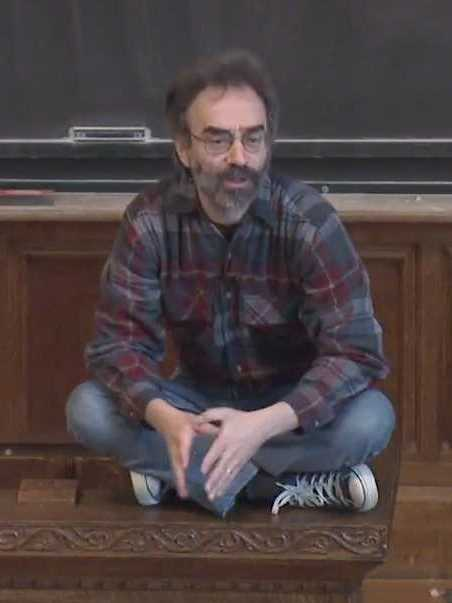
شلی کاگان در دانشگاه ییل

شلی کیگن (‎/ˈkeɪɡən/‎) (متولد ۱۹۵۶) استاد فلسفه در دانشگاه ییل است.، جایی که او از سال ۱۹۹۵ در حال تدریس است. او بیشتر به خاطر نوشته‌هایش دربارهٔ فلسفه اخلاق و هنجارهای اخلاقی شناخته شده می‌شود. در سال ۲۰۰۷، دوره دربارهٔ مرگ او که در سایت دانشگاه ییل و شبکه‌های اشتراک ویدیو به‌طور رایگان موجود است بسیار محبوب شد. و همین باعث شد که وی در سال ۲۰۱۲ کتابی با همین موضوع منتشر کند.

## تحصیلات و مسیر شغلی
کیگن که بومی اسکوکی، ایلینویز است، لیسانس خود را از دانشگاه وسلیان در سال ۱۹۷۶ دریافت کرد و مدرک دکتری خود را از دانشگاه پرینستون در سال ۱۹۸۲دریافت کرد. وی از سال ۱۹۸۱ تا ۱۹۸۶ در دانشگاه پیتسبورگ تدریس کرد و پس از آن در دانشگاه ایلینویز در شیکاگو از ۱۹۸۶ تا ۱۹۹۵ تا وقتی که به تدریس در دانشگاه ییل شروع کرد.

## اثرات فلسفی
درک پارفیت در کتاب خود به اسم دلیل‌ها و افراد در سال ۱۹۸۴ کیگن را نام برد و از او به عنوان فردی یاد کرد که بیشترین چیز را از او یادگرفته است و گفت که نظرات کیگن بیش از نصف پیش نویس کتاب او را تشکیل می‌داد.
در سال ۱۹۸۹ او اولین کتاب خود به اسم «محدودیت‌های اخلاق» را منتشر کرد. این کتاب در اصل ادامه دو فرض است که او به نام‌های «اخلاق معمولی» و «اخلاقیاتی که همه ما قبول داریم» است. در اصل این کتاب این فرض را که اخلاقیات یکسری رفتارها را تقبیح می‌کند (مانند آسیب رساندن به مردم عادی) حتی در شرایطی که این کار باعث خیر بزرگتری می‌شود، و این فرض که افراد «مجبور نیستند که که بهترین مشارکت را برای شرایط کلی بهتر داشته باشند». بر نظر او این نظریات با اینکه شیوع بیسیار زیادی دارند اما کاملاً غیرقابل دفاع هستند.
در سال ۱۹۹۷، کاگان کتاب درسی با عنوان اخلاق هنجاری را هدف ایجاد یک مقدمه در این موضوع برای افراد بالاتر از سال اول و فارغ التحصیلان نوشت. در بهار سال ۲۰۰۷، دوره یل «مرگ» برای دوره‌های آزاد دانشگاه ییل ثبت شد، و کتاب مرگ نیز براساس کلاس‌ها نوشته شده‌است. در سال ۲۰۱۰، دانشگاه ییل گزارش داد که دوره «مرگ» کیگن او را به یکی از معلمان مشهور خارجی در چین تبدیل کرده‌است.
او در کتاب خود خود به اسم هندسه لیاقت به مفهوم لیقات پرداخت. به نظر او مردم در اینکه هرکردام به‌طور اخلاقی چقدر شایسته هستند نظرات متفاوتی دارند و این چیز خوبی است که بعضی به چیزی که شایسته آن هستند می‌رسند. او تلاش می‌کند تا پیچیدگی نهان شایستگی اخلاقی را تشریح کند.
کیگن به عنوان عضو هیئت تحریریه مجله اخلاقیات بوده‌است. در سال ۲۰۱۶، او عضو آکادمی علوم و علوم آمریکا شد.